# TVステーション
TVステーション（TV Station）は、東京ニュース通信社発行のテレビ情報誌。隔週水曜日発売。

## 概要
1987年9月に関東版・関西版同時創刊。当初はFM情報誌「FM STATION」（1998年に休刊）の姉妹誌として創刊。現在ではほとんどの競合誌が採用している番組のジャンルごとに色を塗り分けるカラー番組表を初めて採用した。この手法は後にデジタルチューナーに搭載される電子番組ガイド（EPG）にも利用されている。
1989年より毎号、たむらしげるが表紙のイラストを描いている。他の多くのテレビ雑誌とは異なり表紙にタレントの写真を使用しない。
創刊15周年の2002年9月28日号よりサイズをAB判からA4変に大判化した。2008年8月23日号よりコスト削減のため薄手の紙に変更。
創刊時から一貫して関東・関西の2版体制でもある。
2011年3号から地上アナログ番組表から地上デジタル番組表にレイアウト変更した。 
ウェブサイトと携帯サイトで主要タレントの詳細なテレビ出演スケジュール検索を提供している。テレビ出演数ランキング、アクセスランキングなども閲覧できる。当初は読者専用ページ（誌面にパスワードを掲載）だったが、現在は誰でも閲覧可能。
全番組表とジャンル別番組ガイドの大部分は日刊スポーツ新聞東京本社（2025年4月 -、旧・日刊編集センター → 日刊スポーツPRESS）から配信を受け掲載している。
2024年21号から発行社がダイヤモンド社から東京ニュース通信社に移行された。

## 主なコーナー企画
2018年3号（1月17日発売）現在
- Catch the 嵐 - 男性アイドルグループ・嵐の活動近況を報じる。
- GIRLS POP ANTENNA - 注目を集める女性芸能人へのインタビュー記事。
- STATION'S EYE - テレビや舞台などの最新トピックを紹介する。
- CM調査隊が行く - 現在放送されているTVCMの裏話等を紹介する。
- 裏方チャンネル〜テレビを支えるクリエイターたち〜 - テレビ番組のスタッフへのインタビュー記事。
- 映画の裏側 ZOOM UP - 近日公開予定の注目映画の見所を紹介する。
- BUSAIKU下剋上!? - 男性アイドルグループ・Kis-My-Ft2の毎回異なるメンバー2名が、同グループの冠番組で、フジテレビ系『キスマイ超BUSAIKU!?』の番組内容等についてトークする。
- TS[N]2018 - テレビの報道番組や新聞に出てくる言葉や専門用語等の意味を解説する。
- THE レジェンド - 長年活躍している芸能人へのインタビュー記事。
- #セルフィー - 話題の若手芸能人が撮影した自撮り写真と共にコラムを掲載。